# ARTA
ARTA（エーアールティーエー）は、元レーシングドライバーの鈴木亜久里とオートバックスが提携して1997年に設立した日本のモータースポーツプロジェクトおよびブランド。正式名称は「AUTOBACS RACING TEAM AGURI（オートバックスレーシングチーム・アグリ）」。運営母体は「株式会社アルネックス」。

## 概要
F1でチャンピオン争いをできるような世界に通用するドライバーを発掘・育成することを目的に設立されたプロジェクトで、当初は「ARTA F1 Project」としていたがF1の文字を正式な許可なく使用したことが問題となり、後に「ARTA Project」に変更した。
レーシングカートの大会「ARTAチャレンジ」を主催し若年層の才能発掘と育成を目指す他、下位カテゴリーに参戦する若い才能へのサポートを行い、レーシングチームとしてはフォーミュラ・ニッポンや全日本GT選手権（JGTC、現 SUPER GT）に参戦。
2001年には同プロジェクトの支援を受けた金石年弘が、ドイツF3のシリーズチャンピオンに輝いていた。2002年にはドイツF3に松浦孝亮、フランスF3に井出有治を送り込んだ。2003年には金石勝智をドイツツーリングカー選手権、松浦孝亮をルノーV6シリーズ、伊沢拓也をフォーミュラBMWシリーズに送り込むなど世界に活動の場を広げて行った。
2007年にはARTAとして参戦、あるいはドライバーのサポートを行っているカテゴリーが
- ARTAチャレンジ（レーシングカート）
- フォーミュラ・ニッポン
- SUPER GT
- インディ・レーシング・リーグ（IRL）※パンサー・レーシングとのジョイント
- 全日本F3選手権
- フォーミュラチャレンジ・ジャパン（FCJ）
- 世界カート選手権
- スーパーアグリF1チーム（F1）※チームへのスポンサードと井出有治のサポート

とモータースポーツの底辺から頂点までを占めるようになり、世界最大規模のレーシングプロジェクト体系となった。
しかし、2007年限りでIRLから撤退。2008年にはスーパーアグリF1チームがシーズン途中で撤退。2009年は経済情勢の悪化からフォーミュラ・ニッポン参戦を断念するなど活動規模は縮小されたが、現在も日本有数のレーシングチームの1つである。
メジャーレースではホンダとの結びつきが強いが、アマチュア色の強いツーリングカーレースやラリーでは、他社マシンを用いることもある。
21年目となる2018年より「ARTA Project」から「ARTA」へと改称しロゴも一新。レーシングチーム名からスポーツブランドへ進化したことを発表。それに伴い2019年からエントラント名も「AUTOBACS RACING TEAM AGURI」から「ARTA」に変更した。
2025年5月13日付で、オートバックスセブンが運営母体であるアルネックスの全株式を取得する予定。

## フォーミュラ・ニッポン

### 1998年〜2003年
フォーミュラ・ニッポン発足時（1996年）から参戦していた「FUNAI SUPER AGURI（フナイ・スーパーアグリ）」が、1998年より「ARTA」となる。2002年までに優勝は3回のみで、いずれのシーズンもチーム・ドライバー共にチャンピオン争いに大きく絡むことはなかった。
2003年はチームルマンとのジョイントチーム「Forum eng, ARTA Team LeMans（フォーラムエンジニアリング・エーアールティーエー・チームルマン）」で参戦したが、実質的にはチームルマンそのものであり、この体制は1年で終了。このシーズンをもってシリーズから一時撤退。
- 1998年　#55 金石勝智 / #56 脇阪寿一（LOLA T97-51・無限MF308）- ランキング3位（優勝1回・脇阪）
- 1999年　#55 金石勝智 / #56 脇阪寿一（LOLA B99-51 → REYNARD 99L・無限MF308）- ランキング6位
- 2000年　#55 金石勝智 / #56 脇阪寿一（REYNARD 99L・無限MF308）- ランキング4位
- 2001年　#55 脇阪寿一 / #56 土屋武士（REYNARD 2KL・無限MF308）- ランキング3位（優勝1回・脇阪）
- 2002年　#55 脇阪寿一 / #56 金石年弘（REYNARD 01L・無限MF308）- ランキング3位（優勝1回・脇阪）
- 2003年　#7 金石年弘 / #8 土屋武士（LOLA B351・無限MF308）- ランキング2位（優勝1回・金石）

### 2006年〜2008年
2006年より参戦を再開。メンテナンスはSUPER GTと同様に童夢へ委託。予選では速さを見せるが決勝での結果に結びつかず、同一の態勢で臨んだ2007年も精彩なくシーズンを終えた。2008年には自社メンテ体制に変更するも状況は好転せず、経済情勢の悪化などもあって2009年より再び参戦を休止した。
- 2006年　#55 金石年弘 / #56 小暮卓史（LOLA B06/51・HONDA HF386E）- ランキング7位
- 2007年　#55 井出有治 / #56 金石年弘（LOLA B06/51・HONDA HF386E）- ランキング9位
- 2008年　#55 井出有治 / #56 伊沢拓也（LOLA B06/51・HONDA HF386E）- ランキング8位

## 全日本GT選手権・SUPER GT

### GT500
1998年はスカイラインGT-Rで参戦し、本山哲と土屋武士を起用した。ちなみに、鈴木亜久里はNISMOの2号車より参戦しており、1999年はこのチームにARTAがジョイントする形となった。
2000年よりホンダとジョイントし、マシンをNSXに変更。初年度はオーナードライバーの亜久里に加えて土屋圭市がドライブした。2001年より亜久里に変わって金石勝智がドライブし、この年、最終戦までタイトル争いを演じた。
2003年は金石勝智のドイツツーリングカー選手権（DTM）参戦に伴い、従兄弟の金石年弘がドライブ。この年で土屋が現役ドライバーを引退した。
2004年はDTM帰りの金石勝智と伊藤大輔がドライブした。この年は前年に引退した土屋が監督に就任。しかしマシンの不調もあり、わずか2ポイントしか獲得できなかった。
2005年からはTeam Honda Racingとして、TAKATA童夢NSX同様ホンダワークスとなり、総監督に亜久里、監督に童夢の中村卓哉を迎えた体制となった。ドライバーは昨年に引き続き伊藤と、もう一人は当初ジョナサン・コシェだったが、開幕直前に元F1ドライバーのラルフ・ファーマンに変更した。シーズン序盤はやや苦戦気味であったが、第3戦（セパン）から他チームに先駆けてターボエンジンからNAエンジンへ換装したのを機に復調。ポールポジションを3回獲得し、第7戦（オートポリス）ではポールトゥーウィンで優勝を遂げ、最終戦までチャンピオン争いを繰り広げた。
2006年も引き続き伊藤とファーマンのコンビで参戦。亜久里がスーパーアグリF1チームの運営に伴い土屋圭市が監督に就任し、総監督には中村卓哉が兼任する事になった。開幕戦では圧倒的な速さでポールポジションを獲得したが、なかなか優勝することができないでいた。しかし第4戦（セパン）でポール・トゥ・ウィンを飾る事ができた。一時はポイントランキングトップにつけるも後半戦で不運に次ぐ不運により後退。ランキング7位でシーズンを終えた。
2007年はTeam Honda Racingを解散し、再びARTAとして前年と同じ布陣で参戦する。開幕戦（鈴鹿）では最終ラップでリタイヤしたものの圧倒的な速さを見せ（予選では鈴鹿におけるGT500のコースレコードを樹立した）、第2戦（岡山）、第5戦（菅生）で優勝し早くも2勝を上げる。さらに勢いは止まらず、ボーナスポイントの入る第6戦（鈴鹿1000km）で2位に入ると、最終戦を前にした第8戦（オートポリス）では優勝を飾り、ARTA NSXはHONDAにとって2度目となるシリーズタイトルを最終戦を待たずして獲得した。これはJGTC時代を含めてGT500史上初めてのことである。
2008年は、メンテナンス体制が自社（スーパーアグリカンパニー）メンテ体制に回帰することになり、再びサテライトチームの位置づけに戻ることになった。ドライバーも伊藤がトヨタ陣営のチームルマンに移籍したため、ファーマンがエースの役目を果たす一方で、パートナーには新たにルーキーの伊沢拓也が選ばれることになった。第4戦（セパン）では22号車とのトップ争いの最中、伊沢の判断ミスもあり1コーナーで接触、ドライブスルーペナルティを受けて優勝争いから脱落した（その後驚異的な速さで追い上げ3位まで順位を戻すが、マシントラブルによりリタイア）。第5戦（菅生）でも18号車と激しくトップを争うが、最終コーナーで300に詰まった道上を外から抜こうとした伊沢はタイヤカスに足を取られオーバーラン、激しくクラッシュした。最終的に3度の表彰台を獲得したものの他6戦は全てノーポイントに終わりランキング7位となった。
NSX最終年となった2009年は、前年に引き続きファーマンと伊沢のコンビで参戦。第7戦（富士）と最終戦（もてぎ）で2勝を挙げ、ランキング2位でシーズンを終えている。
2010年は、車両もHSV-010 GTに変更した。第6戦（鈴鹿）では、このレースのために第3ドライバーとして登録していた小林崇志がGT500史上最年少となるポールポジションを獲得し、レースも優勝を飾った。しかし、これ以外は精彩を欠き、シリーズ11位でシーズンを終えた。
2011年は、小林がレギュラーに昇格し武藤英紀とコンビを組んだが、チームランキング15位、ドライバーズランキング14位と低迷した。翌2012年は武藤に代わってファーマンが復帰したが、チームランキング15位、ドライバーズランキング16位に終わる。
HSV-010最終年となる2013年は、前年までGT300クラスに参戦していた松浦孝亮が小林と入れ替わり、ファーマンとコンビを組んで参戦。第4戦（菅生）では、天候が目まぐるしく変わった影響でトップグループが集団クラッシュすると、その間隙を突き、パンクに見舞われたDENSO KOBELCO SC430の脇阪寿一を交わす。直後KeePer TOM'S SC430の伊藤大輔をオーバーテイクし、元ARTAの2人を抜き去り残り9周でトップに立つ。ファイナルラップ、GT300クラスのトップARTA CR-Z GTに追いつくと、そのままランデブー走行を繰り広げ2台同時にトップチェッカー。ARTA HSV-010にとって3年ぶりの優勝、ARTA初の両クラス同時優勝を飾った。
2014年はファーマンに代わって元F1ドライバーのヴィタントニオ・リウッツィを起用、松浦とコンビを組んだ。チームランキング14位、ドライバーズランキング16位。
2017年は小林が2012年以来にGT500へ復帰し、野尻智紀とコンビを組む事となった。第5戦 (富士) では開幕戦から続いたレクサスの連勝を止めるポールトゥウィン、2013年第4戦の時と同じく300クラスでもARTA M6が優勝を飾り、史上初の両カテゴリポールトゥウィンを成し遂げた。
2018年は再び小林に代わり国光から移籍の伊沢拓也が復帰した。伊沢は昨年までの不振を振り払い第3戦（鈴鹿）で優勝を果たすと、第6戦（菅生）でも2位表彰台を獲得。最終戦（もてぎ）ではポールトゥウィンで優勝するも、ドライバーズランキング、チームランキングともに3位に終わった。
2020年は伊沢に代わり、福住仁嶺がGT300クラスより昇格し、野尻とコンビを組んだ。
2023年は長年メンテナンスを行ってきたセルブスジャパンとの提携を解消、M-TECへと変更となった。前年までTEAM Red Bull MUGENとして参戦していた16号車がエントラントをARTAへ変更し、チームとしてGT500では初の2台体制となった。ドライバーは8号車が野尻と大湯都史樹、16号車が福住と大津弘樹のラインナップとなった。
2024年はGT500での2台体制は継続となった。ドライバーはトヨタ陣営へ移籍した大湯と福住に代わり、8号車が野尻と松下信治、16号車が大津と2021年のGT300クラスに参戦していた佐藤蓮というラインナップとなった。

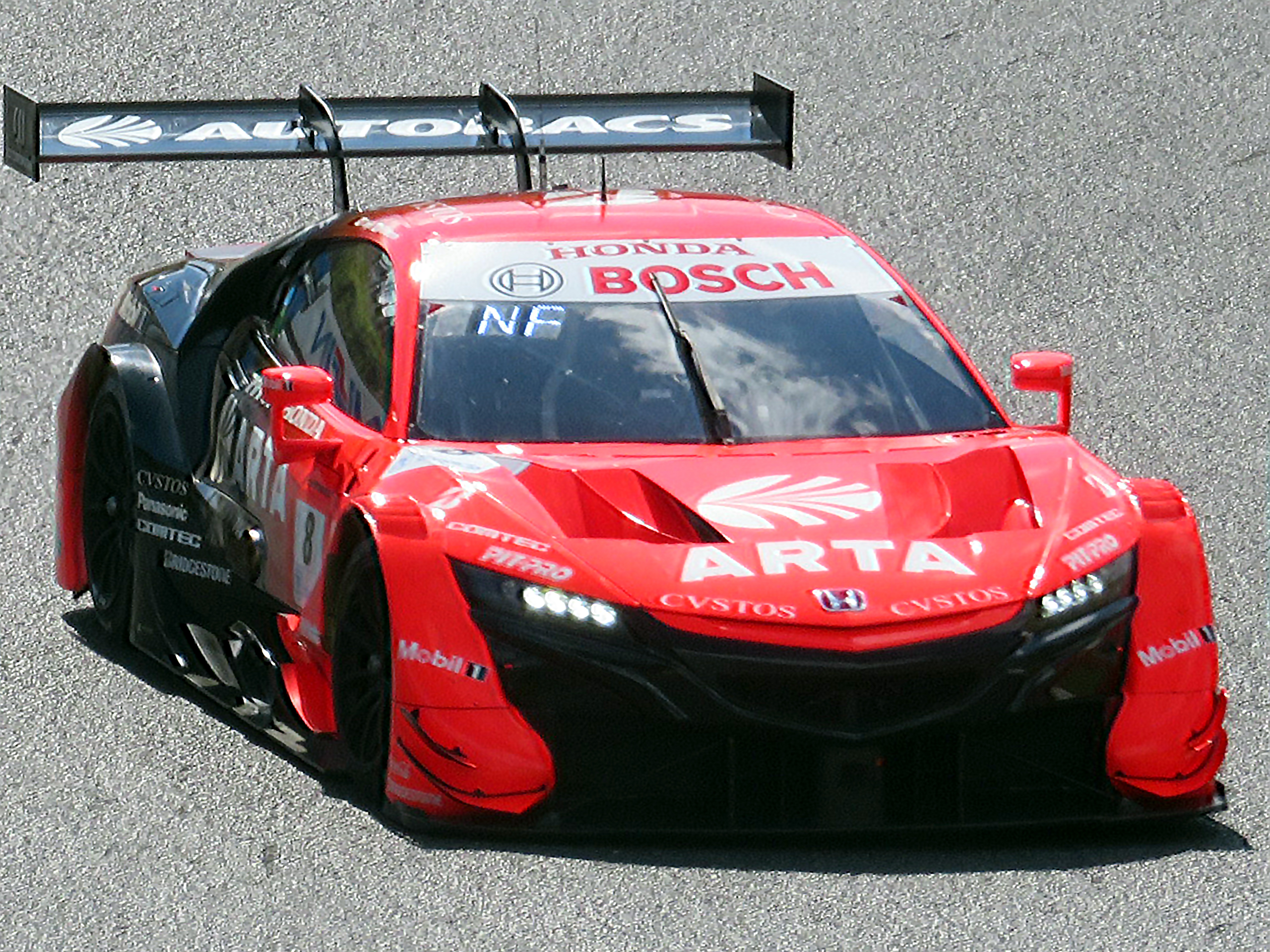
ARTA NSX-GT（2020年）
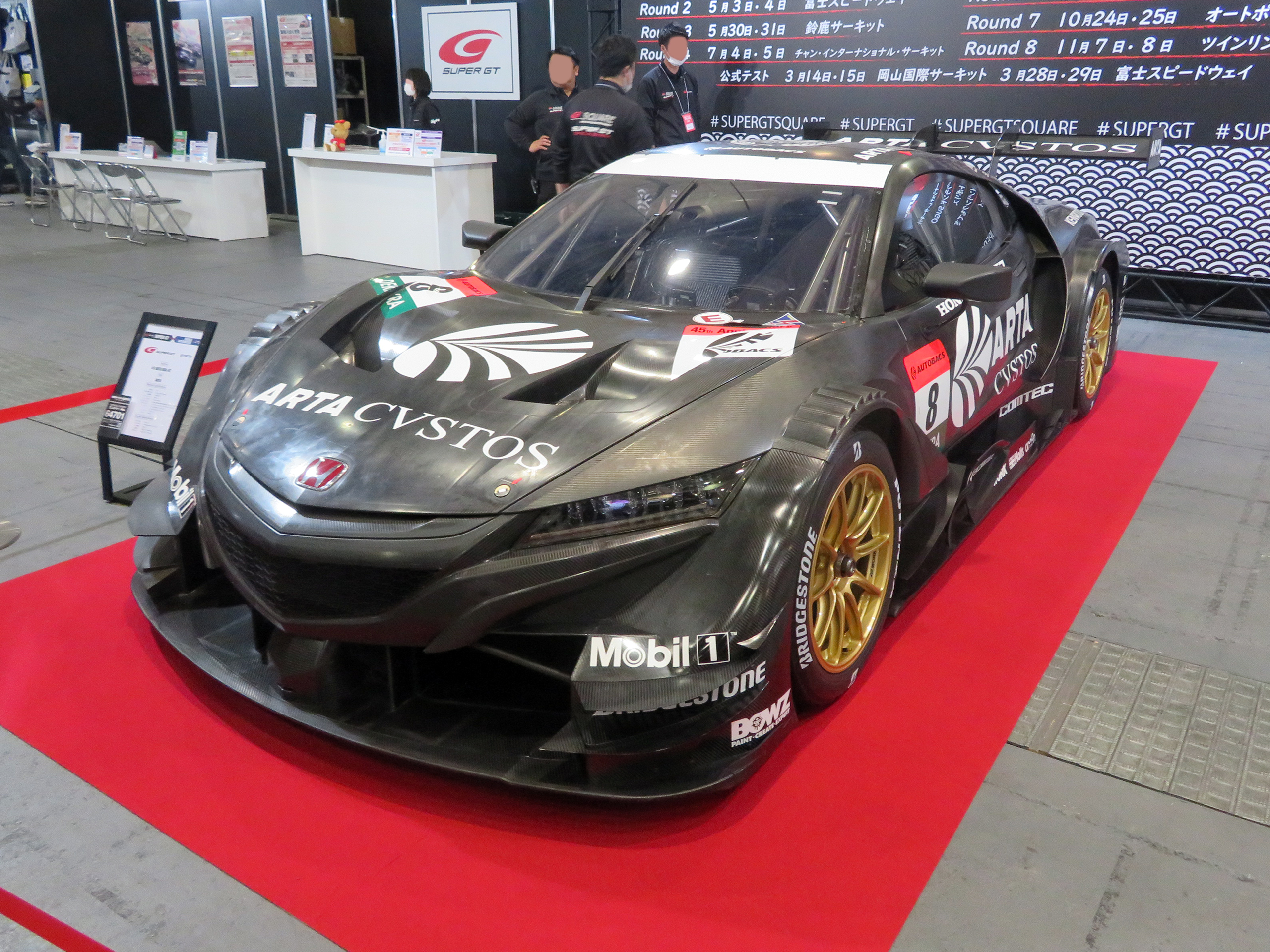
ARTA NSX-GT（2019年・SUPER GT x DTM 特別交流戦仕様）
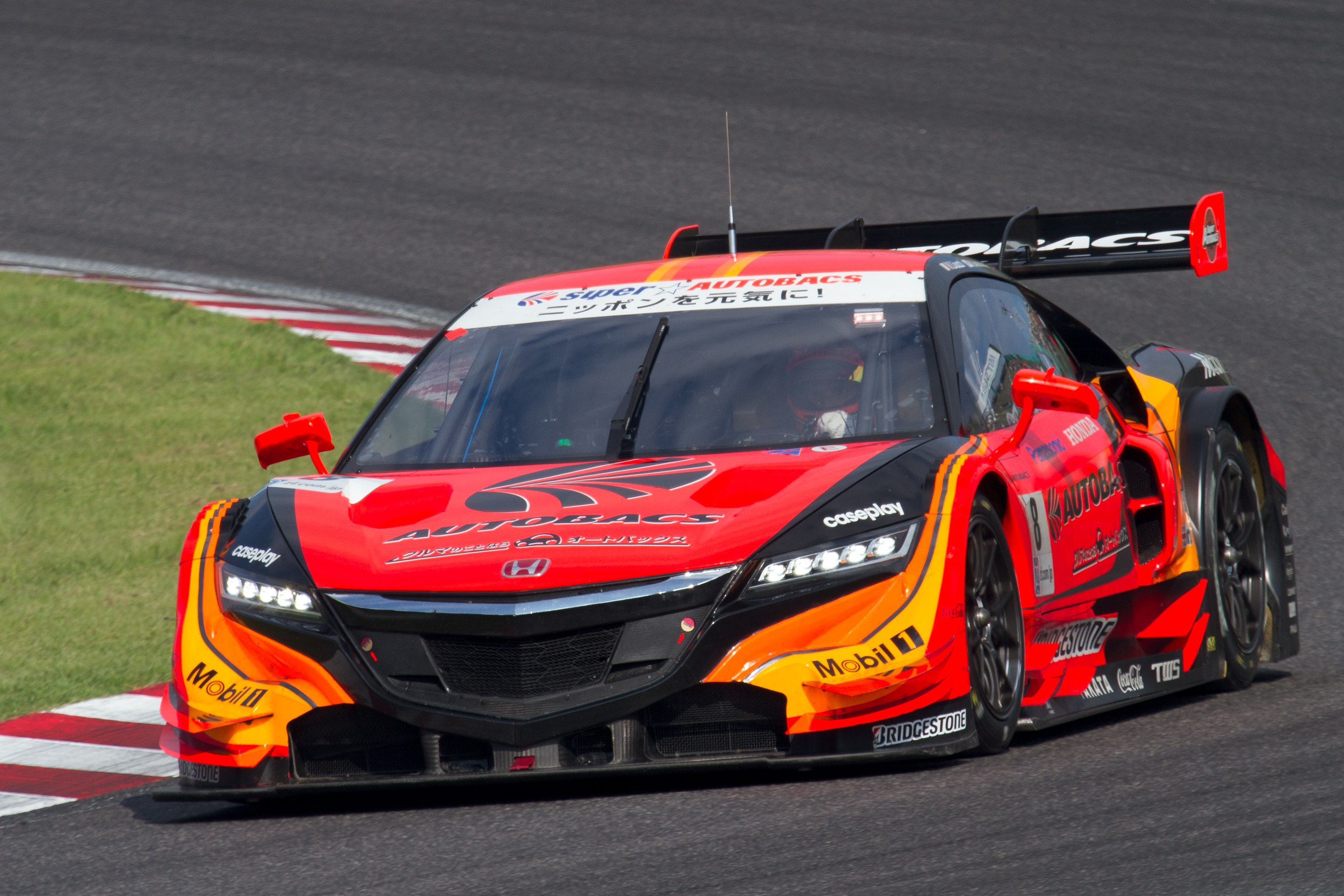
ARTA NSX CONCEPT-GT（2014年）
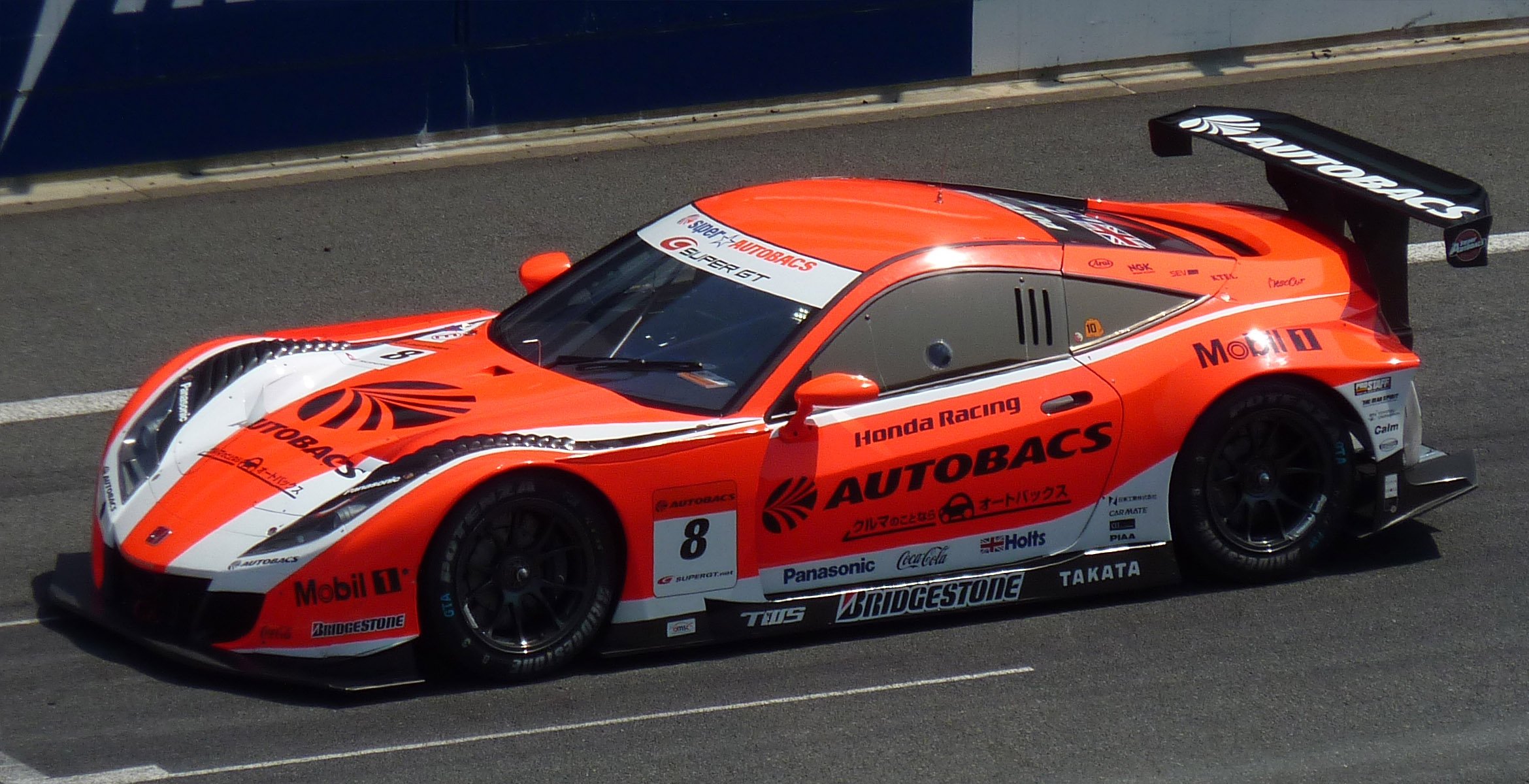
ARTA HSV-010 GT（2010年）
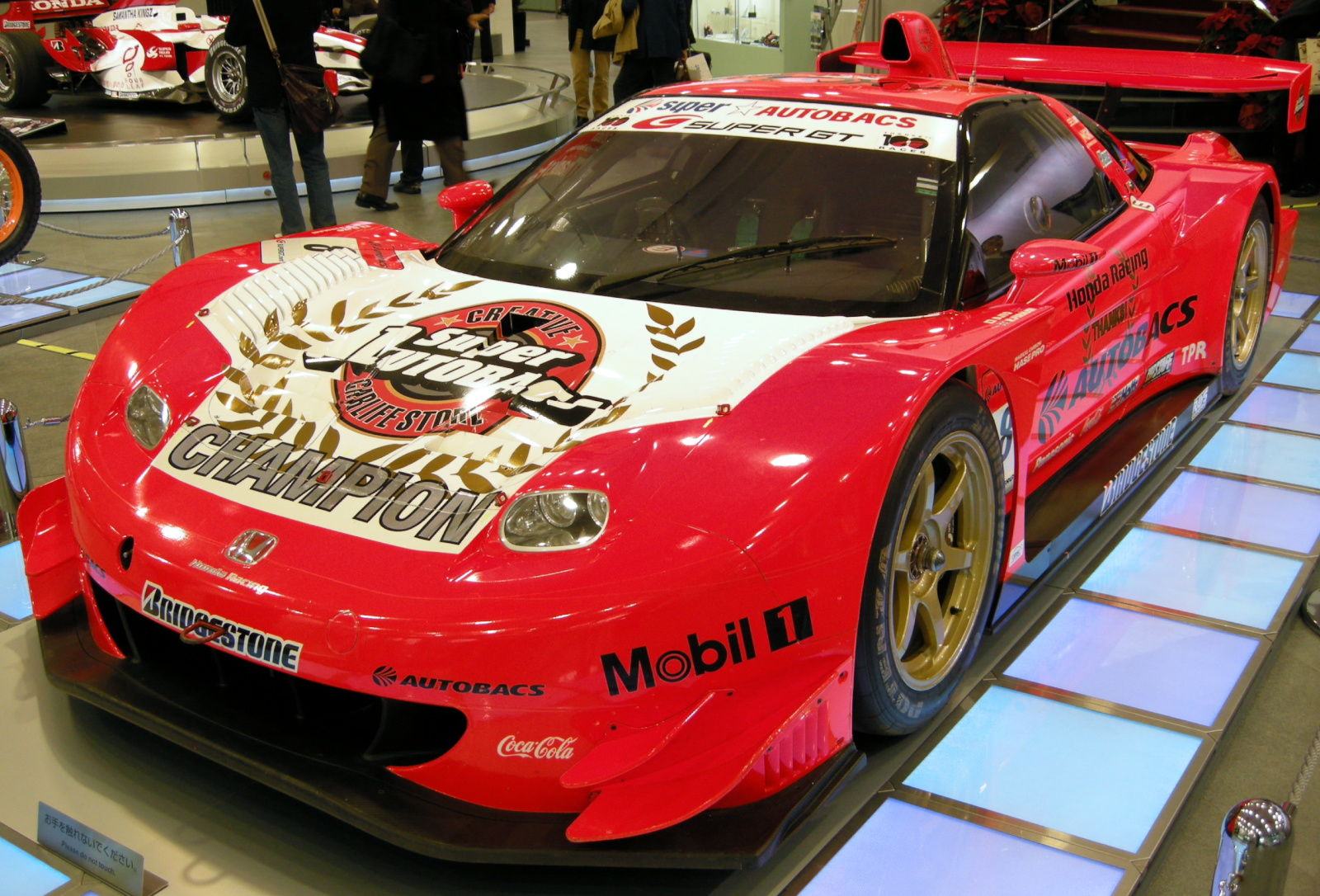
ARTA NSX（2007年）

### GT300
2001年にトヨタ・MR-Sで参戦を開始。2002年には新田守男・高木真一のコンビでシリーズチャンピオンを獲得した。
2003年にマシンをオートバックスが独自開発したガライヤにスイッチする。この年はコーナリングはいいものの、日産から供給されたSR20DET（シルビアと同一エンジン）がパワー不足で、不本意な成績に終わる。翌2004年にはエンジンを同じ日産製のVQ35DE（GT300クラスに参戦したフェアレディZと同一エンジン）に換装するなどのパワーアップを図り、2連勝するなど活躍しチャンピオン争いをするが、1ポイント差で敗れる。2005年も第7戦（オートポリス）までポイントランキングトップだったが、最終戦で敗れてシリーズ総合3位に終わっている。シーズン中に、監督の「チャンピオンになれなかったらチーム解散」という一言があったことから、この年を限りに参戦を終了することとなった。
しかし、2007年に亜久里の「プロジェクト発足10年目という節目の年に、どうしてもガライヤを走らせたかった」という思いから、再び2005年と同じ布陣での参戦が決まった。1年のブランクがあったものの元々速いマシンが故か、公式テストでは他に引けを取らないポテンシャルを見せた。シーズンでは開幕直後こそトラブル等で芳しくない成績を残していたが、第3戦（富士）で優勝を果たしている。しかし中盤はは不運に見舞われることが多くなかなか成果が残せなかったものの、第6戦と第7戦で連続表彰台で巻き返しを見せチャンピオン争いに残ったが、結局シリーズ4位という結果に終わりタイトル獲得には至らなかった。
2008年も引き続き同じ体制で参戦することになった。マシンは前年度同様ガライヤであるがシャシーが新造されており、第2戦（岡山）と第5戦（菅生）で優勝、46号車モーラと最後までタイトルを争った。46号車は最終ラップ最終コーナーの時点で7位であり、ガライヤがタイトルを手にしたかと思われたが、ストレートで同じ日産の81号車ダイシンアドバンZがスローダウン、46号車が6位に上がり1ポイント差で逆転されシリーズ2位でシーズンを終えた。
2009年も前年同様の体制で参戦し、第3戦（富士）で優勝、チームランキング4位、ドライバーズランキング5位でシーズンを終えている。
2010年も新田・高木コンビで参戦を続けたが、シーズンは未勝利、ランキングも最終戦でフェアレディZに乗るハセミモータースポーツの星野一樹、柳田真孝組に逆転チャンピオンを許し、ランキング2位に終わった。
2011年は新田がチームを離れ、代わりのドライバーとして松浦孝亮を起用。さらに、それまでGT300クラスにはタイヤ供給を行っていなかったブリヂストンがガライヤのためだけにGT300用タイヤを開発・供給するという体制で挑んだが、結果はドライバーズランキング12位、チームランキング10位に終わる。ガライヤ最終年の2012年も同様の体制で、ドライバーズランキング9位、チームランキング8位に終わった。
2013年は、マシンをホンダ・CR-Zに変更し、カーナンバーも43から55に変更される。ドライバーは前年までGT500クラスに参戦していた小林崇志が松浦と入れ替わり、高木とコンビを組む。第3戦（セパン）で優勝し、CR-Z GTの初勝利、GT300におけるブリヂストンの初勝利、16号車の無限CR-Z GTとともにワンツーフィニッシュを飾った。続く第4戦（菅生）でも速さと戦略の巧さを見せ優勝。2位に無限CR-Z GTが入り、2戦連続CR-Z GTのワンツーフィニッシュとなった。また、ファイナルラップで追いついたGT500のトップARTA HSV-010とランデブー走行し同時トップチェッカー、ARTA初の両クラス同時優勝を果たした。チームランキング、ドライバーズランキングいずれも7位。
2014年は2013年と同様の体制で第3戦（オートポリス）で優勝、チームランキング10位、ドライバーズランキング11位。
2016年は昨年でCR-Z GTでの参戦を終了したGT300クラスでは、新たにBMW M6 GT3を投入。ドライバーは昨年と同様、高木と小林が起用され、ドライバーズランキング5位、チームランキング8位。
2017年はGT500クラスに昇格した小林に代わってショーン・ウォーキンショーが加入、高木とコンビを組んだ。第5戦（富士）で優勝を飾り最終戦のタイトル争いに残ったが、ドライバーズランキング、チームランキングともに4位でシーズンを終えた。
2018年も前年と同様、高木とウォーキンショーのコンビで参戦。第2戦・第5戦（ともに富士）で優勝し、タイトル争いをリードするも最終戦で65号車LEON CVSTOS AMGをドライブする黒澤治樹・蒲生尚弥組に逆転を許し、ドライバーズランキング、チームランキングともに2位に終わった。
2023年はGT500クラスの2台体制移行に伴い、GT300クラスから撤退する。

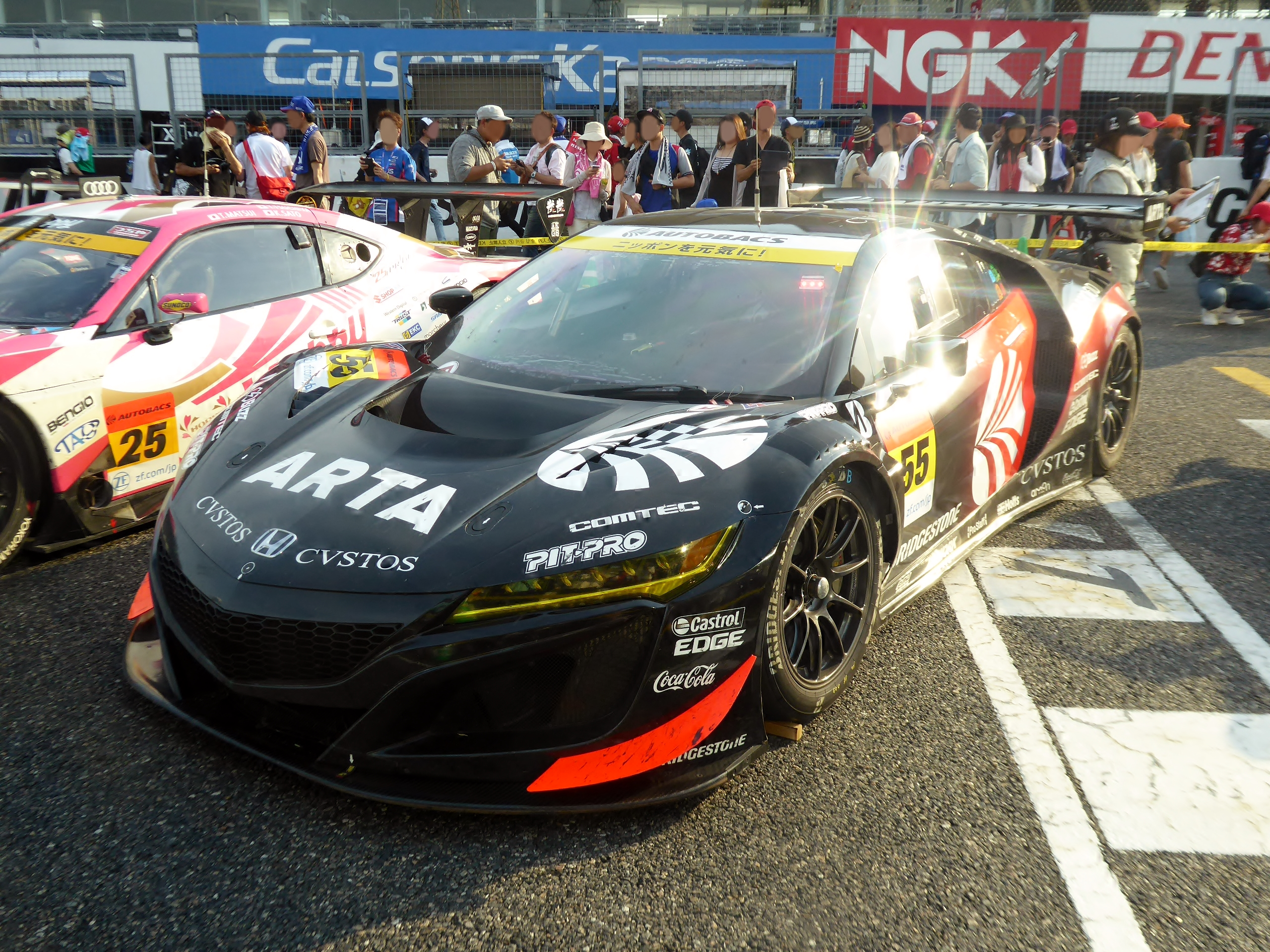
ARTA NSX GT3（2019年）
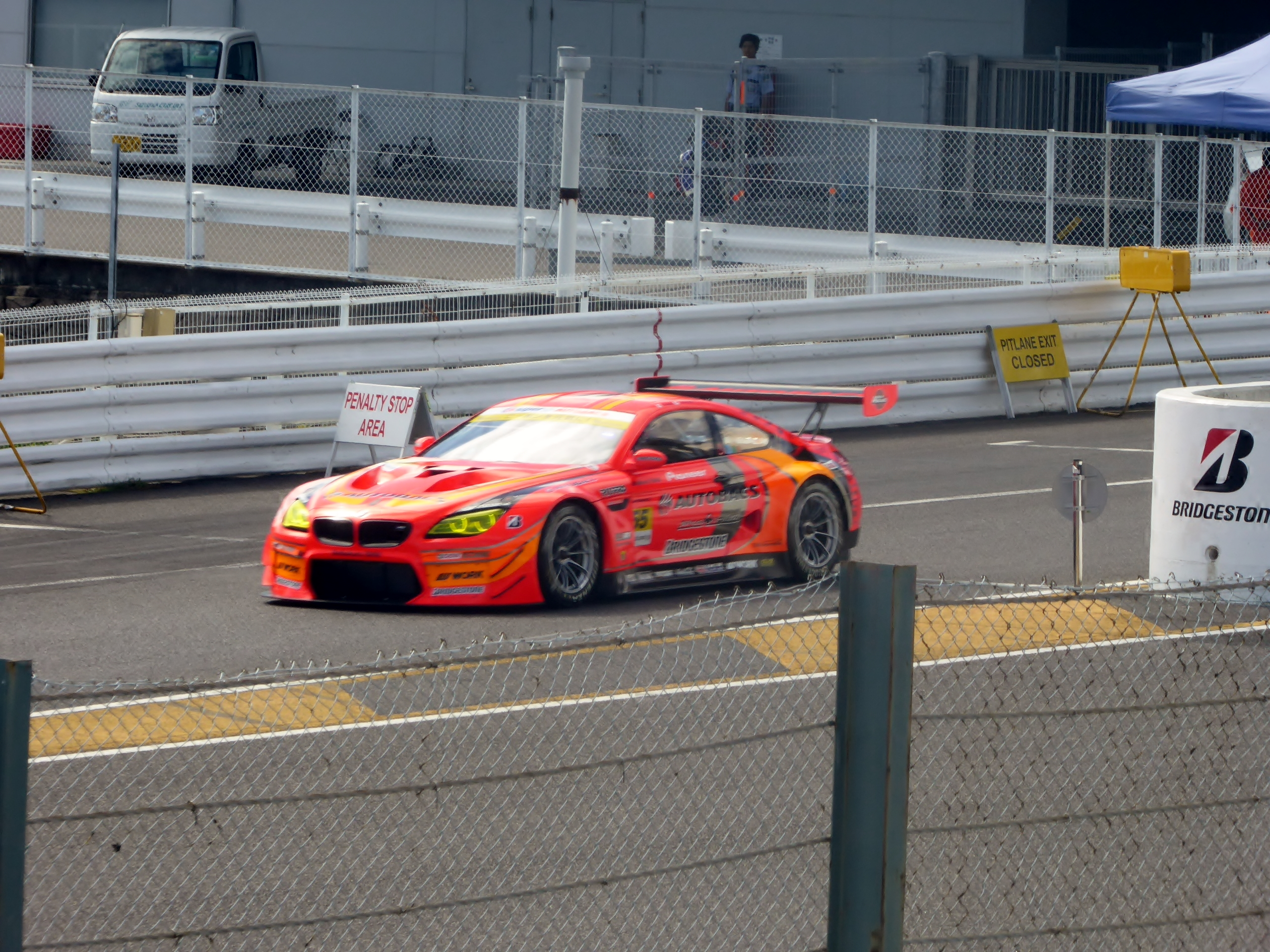
ARTA BMW M6 GT3（2016年）
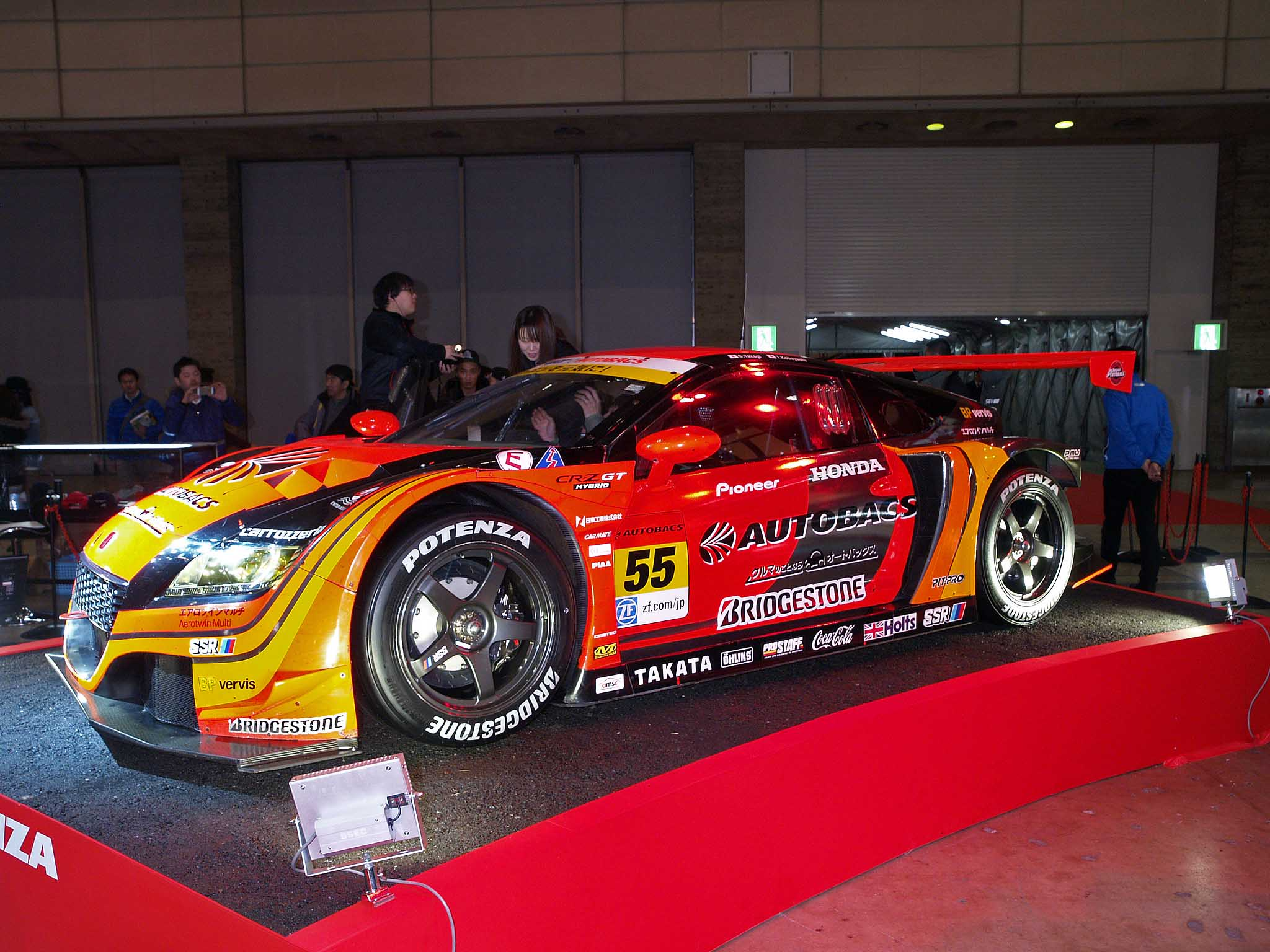
ARTA CR-Z GT（2013年）
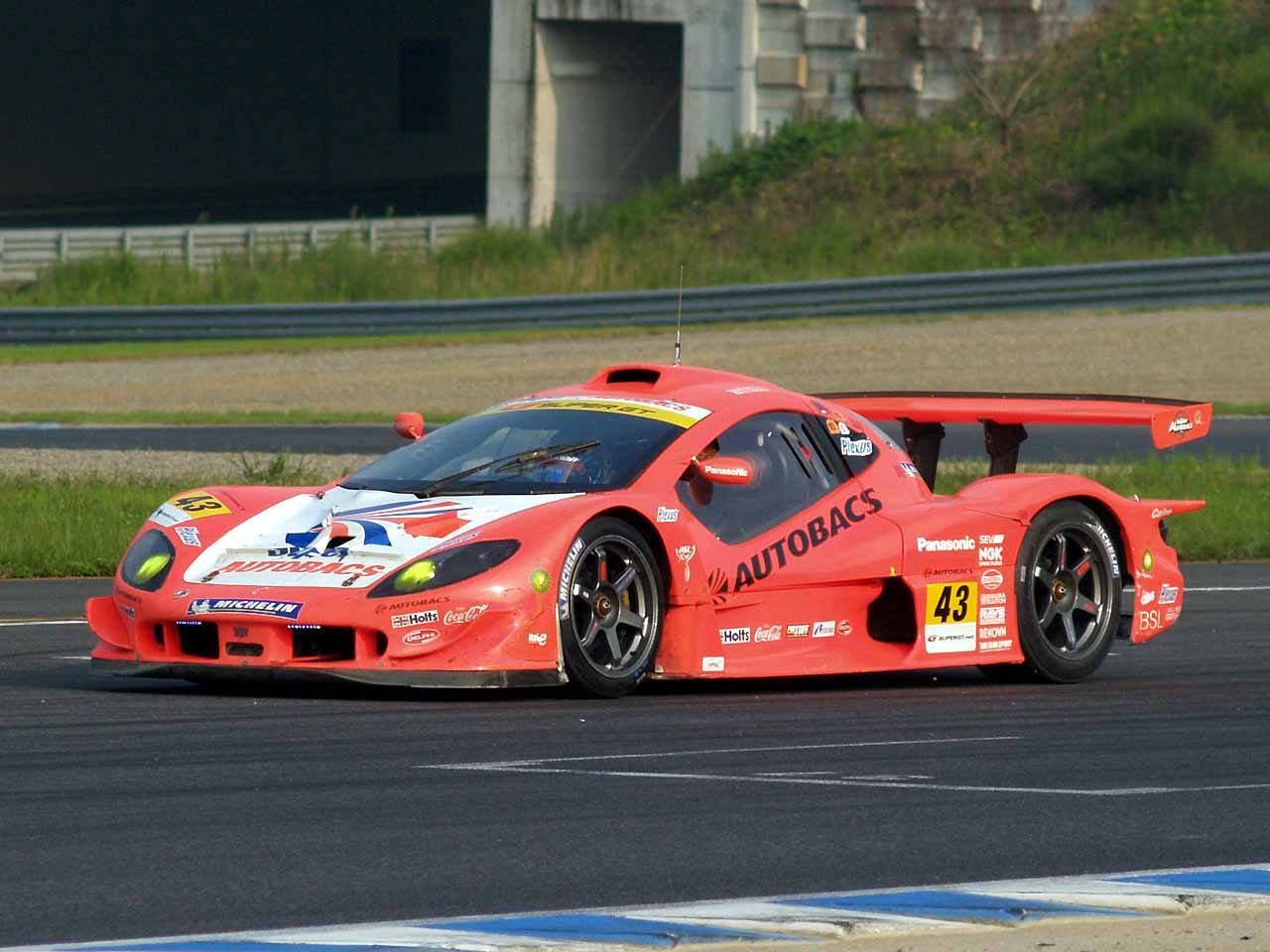
ARTA Garaiya（2005年）
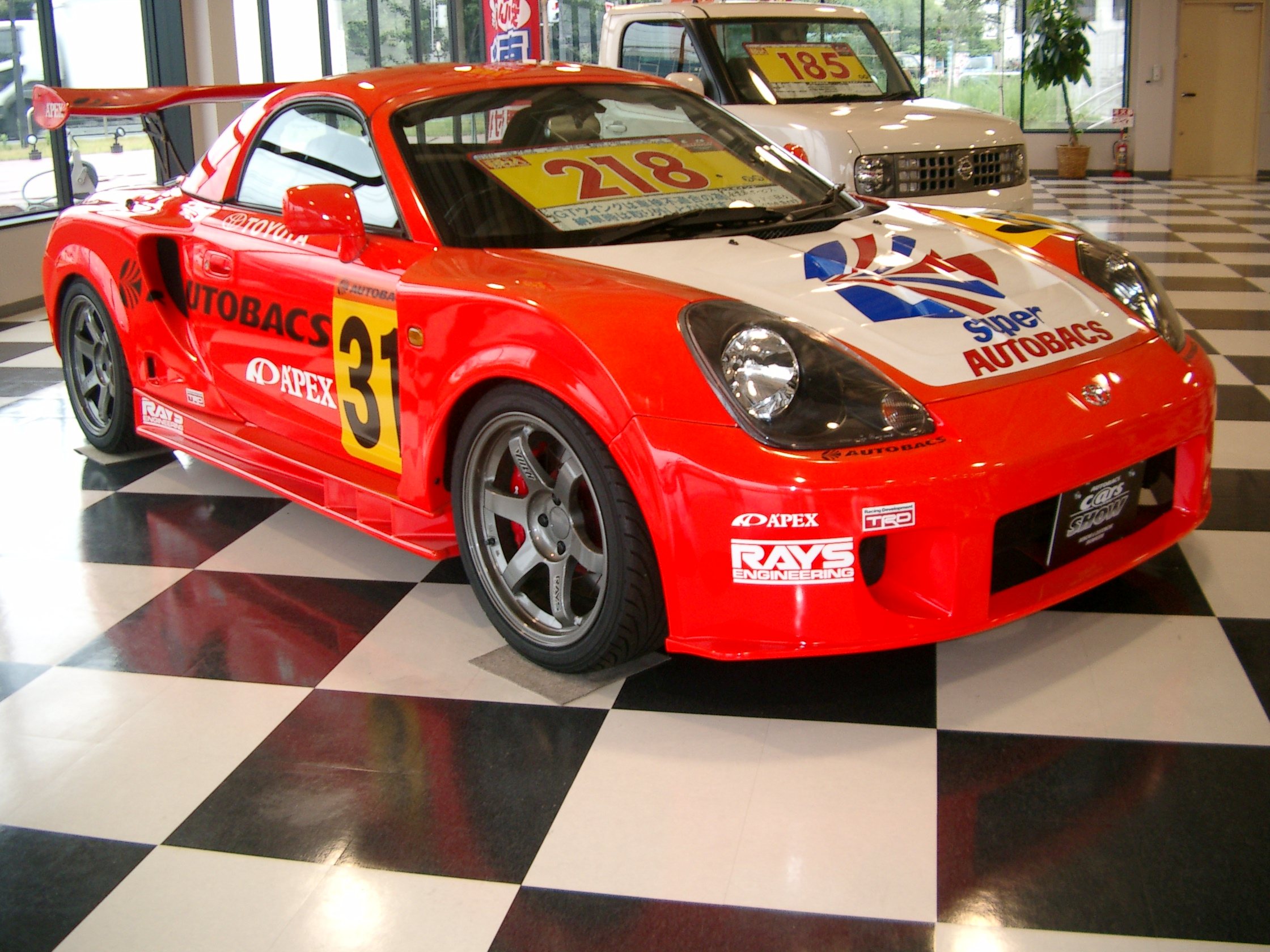
ARTA・アペックスMR-S（2001年）のレプリカ

## 全日本ラリー選手権

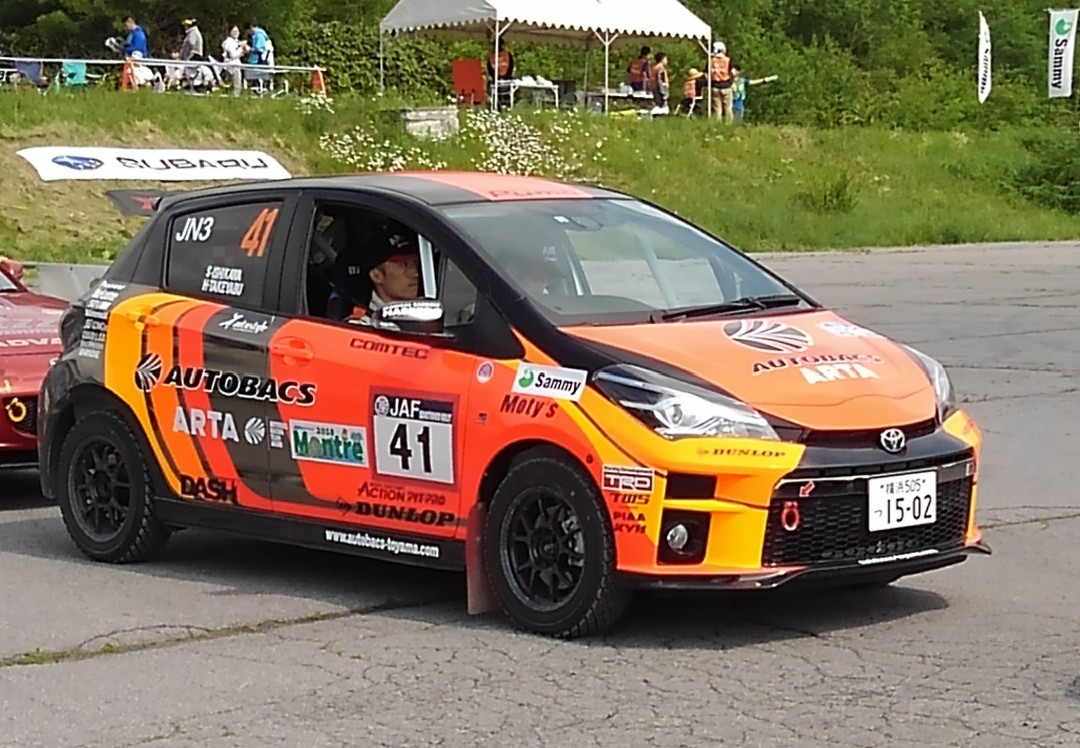
全日本ラリーに参戦するARTAのトヨタ・ヴィッツ

2000年代からフレッシュマン・ワンメイク・スピード行事（F.O.S.club）の一環としてトヨタの主催するTRDヴィッツチャレンジ（現TGRラリーチャレンジ）に参戦し若手育成を行った。
2010年代からは富山県のアフターパーツメーカーである株式会社ピューマのオペレーションにより、ARTAオートバックスラリーチームとして全日本ラリー選手権にも参戦し、石川昌平/石川恭啓組が2015年にスバル・BRZでJN4クラスタイトルを獲得した。2018年現在は石川昌平/竹藪英樹組がトヨタ・ヴィッツでJN3クラスに参戦している。

## インディカー・シリーズ
2003年よりエイドリアン・フェルナンデス率いるフェルナンデス・レーシングと提携し「SUPER AGURI FERNANDEZ RACING（スーパーアグリ・フェルナンデス・レーシング）」として参戦。ドライバーにはロジャー安川を起用。2004年からドライバーを松浦孝亮に変更。松浦はこの年のルーキー・オブ・ザ・イヤーを獲得した。
2007年は提携先をパンサー・レーシングに変更し「SUPER AGURI PANTHER RACING（スーパーアグリ・パンサー・レーシング）」として参戦したが、目立った成果をあげることなくこの年をもって撤退した。

## F1
2006年からスーパーアグリF1チームがF1世界選手権に参戦。チーム自体はARTAの直接運営ではないが、オートバックスがスポンサーシップを行い、オートバックスモータースポーツのCMや、ARTA関係のイベントに登場し、ARTAのホームページ上でもARTA体系の頂点と記されるなどARTA Projectの一部として見なされた。
これによりARTAは、モータースポーツの底辺であるカートから頂点のF1までを網羅するレーシングプロジェクト体系を完成。スーパーアグリF1チームがARTA出身の井出有治を起用したことで設立の目的である「世界に通用する人材（ドライバー）を育て底辺（カート）から頂点（F1）までの道筋を示す」を達成した。
2008年シーズン途中でスーパーアグリF1チームは資金面の問題からF1から撤退、解散した。

## ARTA GALS
ARTAのレースクイーンユニットとして1998年に活動開始。2017年シーズンまではオレンジを基調としたコスチュームだったが、2018年以降は黒を基調としたスポーティーなコスチュームに変更。「Aggressive&Passion」をテーマに、美しさや強さを表現する「BEAUTY」、姿勢や所作などを示す「PROFESSIONAL」、笑顔やおもてなしの「HOSPITALITY」を体現した“サーキット・アテンダント”として進化を遂げている。

### 歴代メンバー一覧
| 年     | メンバー                                                             |
| ------ | -------------------------------------------------------------------- |
| 1998年 | 益子梨恵、田中彩、山本恭子、太田まり映、工藤香織                     |
| 1999年 | 田村美咲、太田まり映、矢野麻衣子、山下真代、西崎みわこ、松下麻衣子   |
| 2000年 | 相沢真紀、朝倉遥、太田まり映、小島由梨、知久美幸、米山理恵子         |
| 2001年 | かとうりえこ、原口亜由美、米山理恵子、星川みなみ、安堂ふみ、小川亜希 |
| 2002年 | 浅岡志保、弓月しほ、米倉星南、岩川亜都、河合洋美、鈴木亜由子         |
| 2003年 | 山川敦子、河合洋美、高野千紘、上島はるか、田中真由美、渡邊智子       |
| 2004年 | 桜井なお、佐藤志津香、小倉愛菜、山本紗有里                           |
| 2005年 | 中林れもん、大塚真百理、松原朱里、松江舞、佐野未来                   |
| 2006年 | 中林れもん、松原朱里、水木杏奈、水木由奈、大塚真百理、大塚莉奈       |
| 2007年 | 高田恵梨子、大塚莉奈、白石莉紗、西内裕美                             |
| 2008年 | 加藤里奈、楠真依、矢田みなみ、永福アイリ                             |
| 2009年 | 鶴見洋子、葛巻佳那、黒澤友美、河崎晴美                               |
| 2010年 | 長谷川ゆりや、村上麻莉奈、宇井小百合、永井麻央                       |
| 2011年 | 宮田あゆみ、柴原麻衣、橋本雪乃、小林梨沙                             |
| 2012年 | 真野淳子、林紗久羅、清田絵里加、岩月セリナ                           |
| 2013年 | 林紗久羅、久保エイミー、長谷川真子、山本沙梨                         |
| 2014年 | 林紗久羅、久保エイミー、森脇亜紗紀、中島萌美                         |
| 2015年 | 栗沢綾乃、田中梨乃、森脇亜紗紀、葉月まりか                           |
| 2016年 | 小林沙弥香、神崎由莉子、黒田みり、沖舘唯                             |
| 2017年 | 宮崎あみ、近藤みやび、成海梓、阿比留夏海                             |

| 年     | メンバー                                                           |
| ------ | ------------------------------------------------------------------ |
| 2018年 | 結城みい、星野奏、安倍有里子、麻田ゆん                             |
| 2019年 | 横町ももこ、綾瀬まお、結城みい、真木しおり                         |
| 2020年 | 綾瀬まお、はらことは、松田麻緒、神尾美月、藤澤響花、真木しおり     |
| 2021年 | 綾瀬まお、はらことは、沢すみれ、神尾美月、藤澤響花、真木しおり     |
| 2022年 | はらことは、沢すみれ、神尾美月、御子柴かな、桜田莉奈、真木しおり   |
| 2023年 | 木村理恵、はらことは、藤井マリー、沢すみれ、今井みどり、真木しおり |
| 2024年 | 木村理恵、はらことは、川瀬もえ、広瀬晏夕、一之瀬優香、真木しおり   |
| 2025年 | 川瀬もえ、広瀬晏夕、一之瀬優香、真木しおり                         |

## ARTA MECHANICS
TOUGH & HIGH RESPONSEをコンセプトに、2022年にカスタマイズブランドとしてデビュー。カスタムカー製造やアパレル産業も展開している。

### カスタムカー

#### LEGAVELO
ARTA MECHANICS “LEGAVELO”は、ホンダ・NSXベースのカスタムカー。

#### VIGALE
ARTA MECHANICS “VIGALE”は、トヨタ・GR86ベースのカスタムカー。